# Le Gros-Morne
Le Gros-Morne is een gemeente in Martinique en telde 9.689 inwoners in 2019. De oppervlakte bedraagt 54,25 km². Het ligt ongeveer 14 km ten noordwesten van de hoofdstad Fort-de-France.

## Geschiedenis
Le Gros Morne (de grote berg) is vernoemd naar het bergachtig terrein. Het werd oorspronkelijk bewoond door de inheemse Cariben. Tijdens de kolonisatie van het gebied werd verzet geleverd, en tussen 1654 en 1658 werd er oorlog gevoerd tegen de Cariben, hetgeen resulteerde in een verdrijving naar de eilanden Dominica en Saint Vincent.
In 1743 werd Le Gros-Morne een parochie, en in 1745 werd de kerk ingewijd. In 1790, tijdens de Franse Revolutie, was Le Gros-Monde kortstondig de hoofdstad van Martinique, omdat de gouverneur en koloniale administratie uit Fort-de-France was verdreven. In 1837 werd de gemeente opgericht. In het begin van de 20e eeuw waren er 20 destilleerderijen in Le Gros Morne, maar alleen Habitation Saint-Étienne is overgebleven. De economie is voornamelijk gebaseerd op ananas en cassave.

## Habitation Saint-Étienne
Habitation Saint-Étienne is een suikerrietplantage en rumdestilleerderij uit het begin van de 19e eeuw. De plantage werd oorspronkelijk La Maugée en was ongeveer 400 hectare groot. De uitgebreide tuinen, het plantagehuis en de voormalige slavenverblijven zijn te bezichtigen. Er wordt nog steeds rum geproduceerd op de plantage.

## Galerij

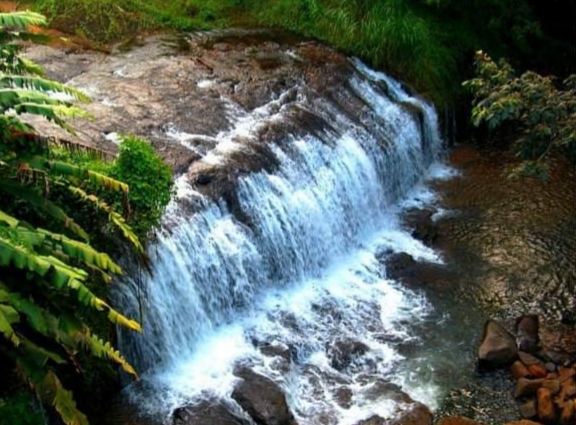
Waterval van Saut Argis
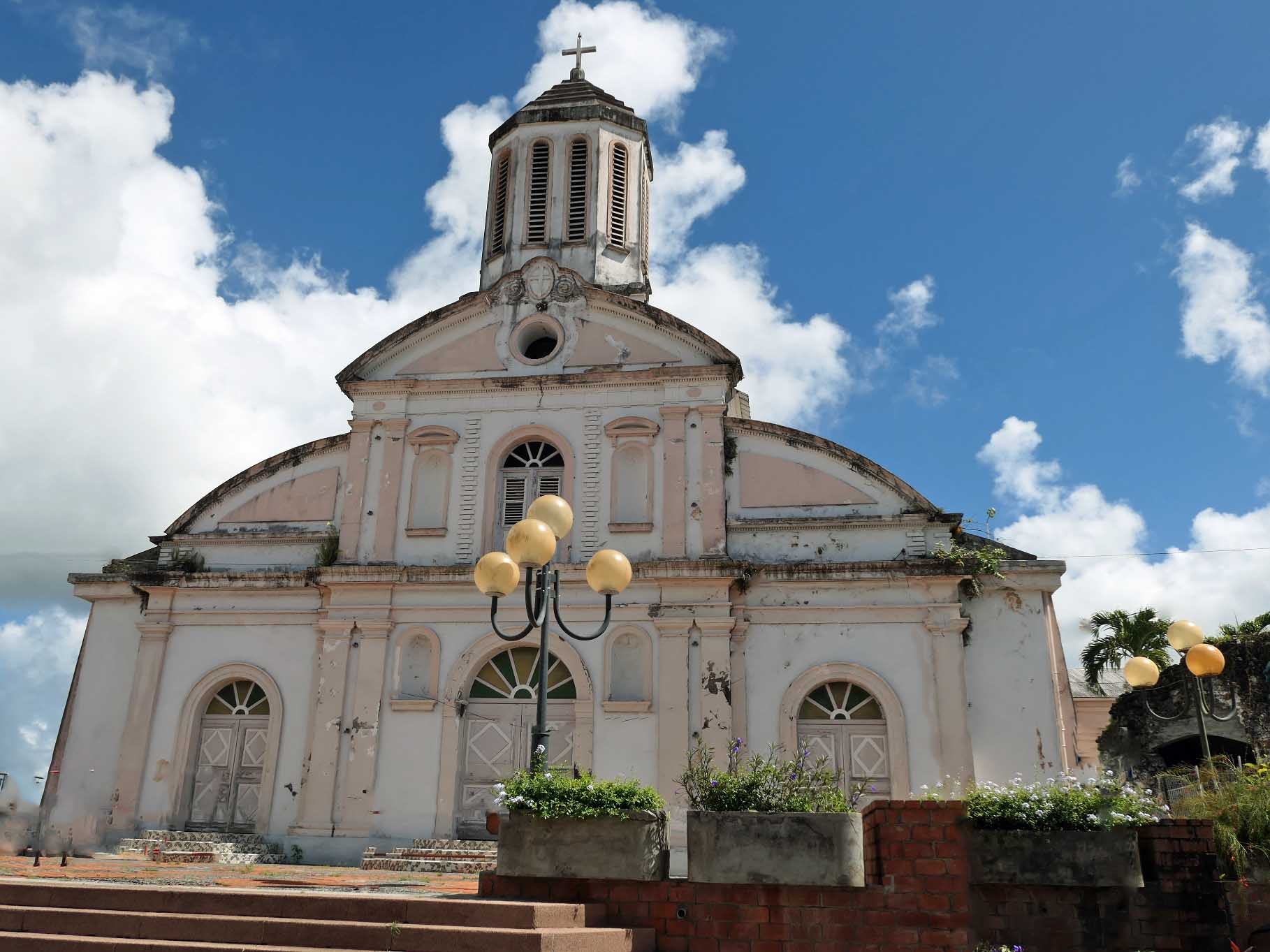
Kerk van Gros-Morne

L'Ajoupa-Bouillon · Les Anses-d'Arlet · 
Basse-Pointe · Bellefontaine · 
Le Carbet · Case-Pilote · 
Le Diamant · Ducos · 
Fonds-Saint-Denis · Fort-de-France · Le François · 
Grand'Rivière · Le Gros-Morne · 
Le Lamentin · Le Lorrain · 
Macouba · Le Marigot · Le Marin · Le Morne-Rouge · Le Morne-Vert · 
Le Prêcheur · 
Rivière-Pilote · Rivière-Salée · Le Robert · 
Saint-Esprit · Saint-Joseph · Saint-Pierre · Sainte-Anne · Sainte-Luce · Sainte-Marie · Schœlcher · 
La Trinité · Les Trois-Îlets · 
Le Vauclin